# Selenarctia schausi
Selenarctia schausi är en fjärilsart som beskrevs av Rothschild 1916. Selenarctia schausi ingår i släktet Selenarctia och familjen björnspinnare. Inga underarter finns listade.